# 齋藤彩 (作家)
齋藤 彩（さいとう あや、1995年1月12日 - ）は日本のノンフィクション作家。

## プロフィール
東京都生まれ。東京都立戸山高等学校を経て2018年北海道大学理学部地球惑星科学科卒業後、共同通信社入社。大学時代は女子ラクロス部に所属しており、2016年・2017年には北海道学生ベスト12に選ばれた。社会人女子ラクロスチーム「NeO LACROSSE CLUB」で現在もプレーしている。
新潟支局、大阪支社編集局で司法担当記者を勤めた後、2021年末退社。民間企業に勤める傍ら作家生活に入る。
2022年講談社から出版された、滋賀医科大学生母親殺害事件を題材とした『母という呪縛 娘という牢獄』は初めての著作だった。同作は講談社ノンフィクション賞最終候補に選ばれた。

## 主な著作
- 母という呪縛 娘という牢獄（講談社、2022年）

## メディア出演
- 大竹まことゴールデンラジオ!（文化放送、2023年3月28日）[8]